# Autrans-Méaudre en Vercors
Autrans-Méaudre en Vercors község Franciaország Auvergne-Rhône-Alpes régiójában, Isère megyében. Új községként 2016. január 1-jén jött létre Méaudre és Autrans község egyesítésével. Lakosainak száma 3005 fő (2022. január 1.).

## Népesség
| Lakosok száma | 3000 | 3030 | 3039 | 3068 | 3075 | 3005 |
|               | 2017 | 2018 | 2019 | 2020 | 2021 | 2022 |